# Визволений Єрусалим

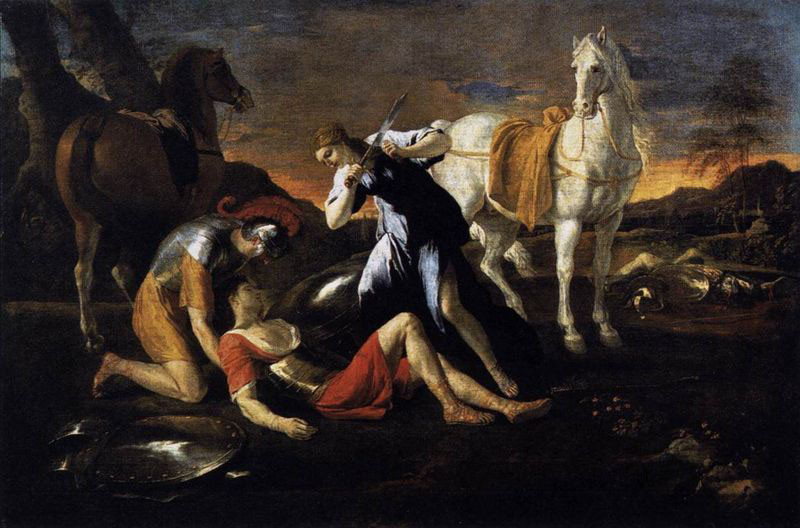
«Танкред і Ермінія». Картина Нікола Пуссена 1649 р., заснована на епізоді поеми

«Визволений Єрусалим», також «Звільнений Єрусалим» (італ. La Gerusalemme liberata італійська вимова: [la dʒeruzaˈlɛmme libeˈraːta]) — лицарська поема Торквато Тассо. В основі твору лежать події Першого хрестового походу під проводом Гоффреда Бульйонського, що завершився взяттям Єрусалима і заснуванням першого на Близькому Сході християнського королівства. Хоча в поемі фігурують історичні постаті, більшість сюжету складають романтичні події за участю цілком вигаданих персонажів. Поема складається з 20 пісень різної довжини, написаних октавами.

## Історія створення
Перші начерки поеми з'явилися близько 1559 року; тоді вона ще носила назву «Єрусалим». З 1565 року розпочинається систематична робота над поемою, яка тривала десять років. У 1575 Тассо представив фактично завершений твір своєму покровителю герцогу д'Есте. Той, у захваті від прочитаного, вимагав негайно випустити твір у світ, але поет, вкрай вимогливий до себе, переживаючи важку духовну кризу, відмовився його друкувати. Тим часом уривки з «Єрусалима» широко розходилися у списках; почали з'являтися піратські видання, повні помилок, неточностей і редакторського свавілля. Нарешті Тассо, перебуваючи на той час в ув'язненні у госпіталі св. Анни як «буйнопомішаний», дозволив випустити у світ справжній текст поеми. У 1581 році у Пармі і Феррарі вийшли перші видання, які відображали авторську волю; при цьому Тассо змінив назву поеми на «Звільнений Єрусалим» — під такою назвою вона з'явилася роком раніше в одному з незаконних видань.
1593 року Тассо, досі незадоволений своїм твором (який користувався на той час небаченим успіхом), опублікував «Завойований Єрусалим» (La Gerusalemme conquistata) — радикальну переробку поеми. Збільшивши її обсяг на 4 пісні, поет здійснив численні зміни у фабулі і мові твору, послідовно виключаючи і переробляючи епізоди, що здавалися йому занадто відвертими або невідповідними класичній естетиці . Тассо, що перебував у той час при папському дворі, прагнув посилити релігійний пафос поеми, добровільно підкоритися вимогам критиків, які вказували на «нехристиянський дух» його твору. Незважаючи на всі зусилля автора (він навіть написав «апологію» нового варіанту поеми), ця версія була відкинута як читачами, так і наступними критиками.

## Сюжет

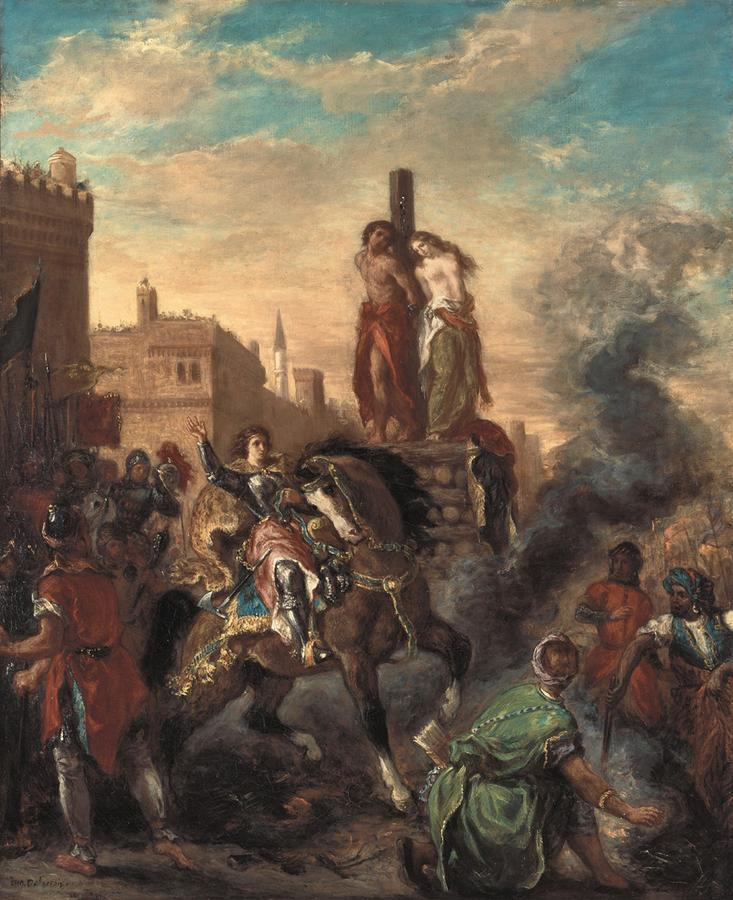
Клорінда рятує Софронію та Оліндо. Картина Ежена Делакруа, 1856 р.

Історична основа твору — завоювання Єрусалима під час Першого хрестового походу; при цьому події розвиваються за законами героїчної епопеї і лицарської поеми.
Пісня перша. Автор віддає шану музі та своєму покровителю Альфонсо II із герцогського роду Есте. Шляхетного Гоффреда Бульйонського обрано капітаном війська хрестоносців. Вони вже взяли Нікею та Антіохію. Архангел Гавриїл сповіщає Гоффреду волю Бога, розгніваного тим, що Гріб Господній до сих пір перебуває у руках невірних: Гоффред повинен очолити військо хрестоносців і звільнити Єрусалим. Ця звістка спочатку викликає у хрестоносців обурення, бо багато перевершують Гоффреда знатністю роду і хоробрістю на полі бою. Але Петро Пустельник, шанований воїнами за велику мудрість, закликає їх визнати нового вождя, і на наступний день воїнство, що складається з кращих лицарів християнського світу, вирушає у похід до стін Єрусалима. Звістка про наближення війська викликає жах у правителів Сходу. Цар Єгипту намагається відкупитися від хрестоносців. Його васал, правитель Єрусалима Аладін, жорстокий гонитель християн (прототипом якого є Саладін, що жив сторіччям пізніше), згуртовує навколо себе найкращих воїнів ісламського світу і вирішує обороняти місто. Гоффред сподівається, що данський принц Свен швидко прибуде на підмогу.
Пісня друга. Мусульманський чаклун Ісмен планує викрасти скульптуру Діви Марії з християнського храму в Єрусалимі. Цнотлива християнка Софронія бере на себе вину. До неї приєднується її коханий Оліндо. Аладін засуджує обох до спалення живцем. Але жінка-войовниця з Персії, Клорінда, прибуває і випрошує в Аладіна помилування для них. Хрестоносців в Емаусі відвідують посли Алет і Аргант, які закликають їх припинити похід, попереджаючи про страшні наслідки. Але Гоффред відмовляється покинути почату справу. Він робить послам подарунки, і вони йдуть.

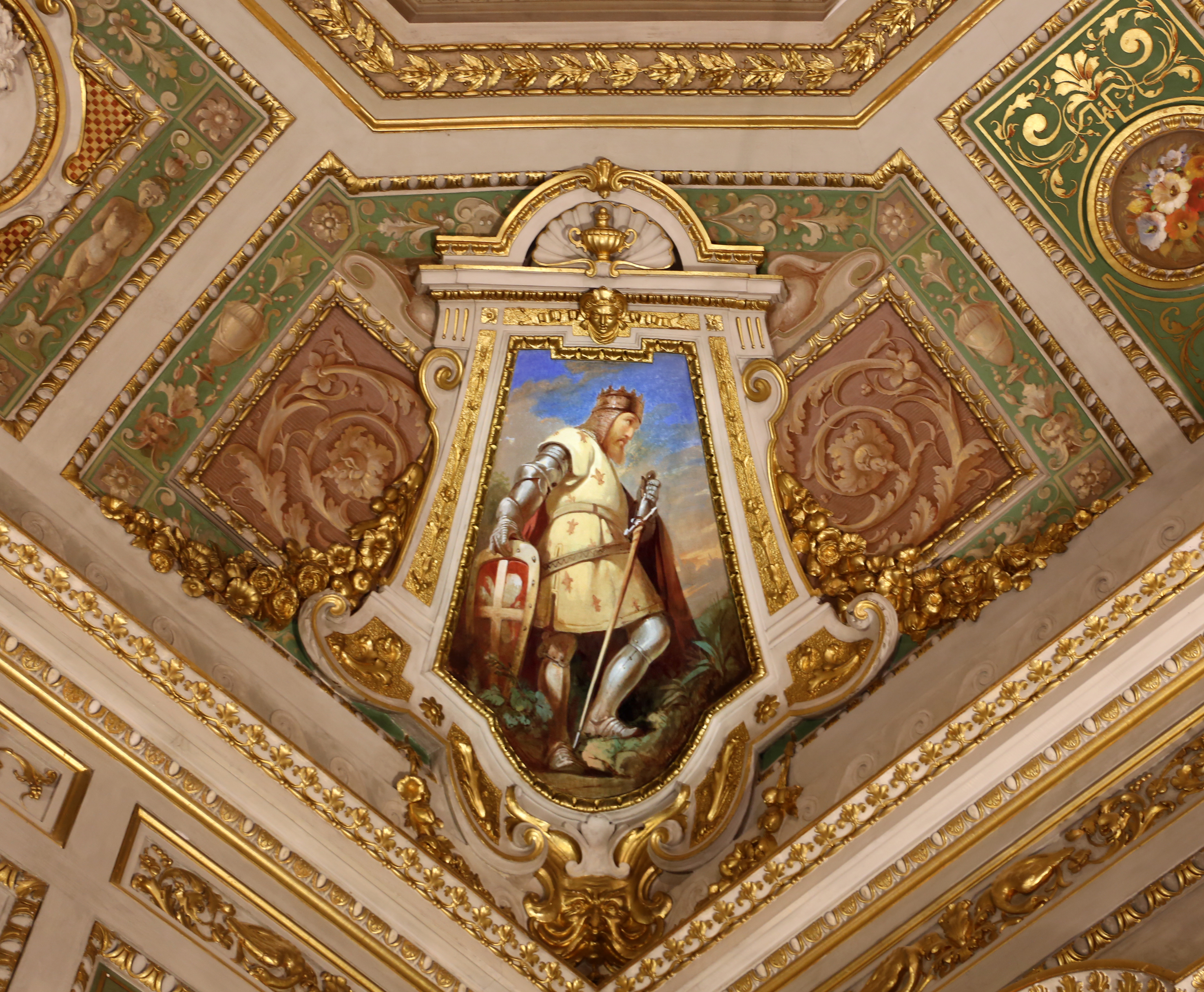
Гоффред на розписі вілли Фавард, 1861 р.

Пісня третя. Хрестоносці підходять до стін Єрусалиму. Аладіна супроводжує прекрасна Ермінія, дочка вбитого хрестоносцями короля Антіохії Кассано. Клорінда атакує франків, і їй протистоїть лицар Танкред. Коли той розуміє, що перед ним дівчина, він закохується в неї. Він погоджується прийняти смерть від її руки, але Клорінду ранить інший лицар і вона тікає. Тим часом Ермінія закохується в Танкреда та проявляє симпатію до Рінальдо. Аргант нападає на франків, гине Дудон, що розлючує Рінальдо. Гоффред радить своїм людям утриматися від передчасного штурму. Після поховання Дудона франки починають будівництва облогових машин.
Пісня четверта. Сатана збирає своїх демонів із Безодні, щоб придумати як завадити Хрестовому походу. Один із демонів надихає правителя Дамаска, Гідраота, відправити до християнського табору чаклунку Арміду, щоб вона спокусила воїнів. Юстас веде її до Гоффреда, якому чаклунка розповідає вигадану історію про те, що вона сирота, а її дядько узурпував трон. Гоффред відмовляється зараз допомагати їй, але за наполягання Юстаса частково поступається й обіцяє дати людей для відвоювання трону. Лицарі масово закохуються в Арміду.
Пісня п'ята. Рінальдо претендує на місце Дудона, і його підтримує Юстас. Але принц Гернандо через демонічне втручання зневажає та обмовляє Рінальдо. Рінальдо вступає з Гернандо в поєдинок і вбиває його. Гоффред вирішує заарештувати Рінальдо, якого Танкред переконує втекти до принца Антіохії Боемунда. Гвельф, його дядько, захищає дії Рінальдо. Арміді не вдається спокусити Гоффреда й Танкреда, але вона спричиняє ревнощі серед інших чоловіків. Лицарі самовільно приєднуються до Арміди, вірячи її вигадці про дядька-узурпатора. Далі Гоффред дізнається від посланця, що припаси від генуезького флоту перехоплені, і тепер хрестоносцям загрожує голод. Гоффред запевняє своїх людей, що це не проблема, хоча сам у цьому не впевнений.
Пісня шоста. У Єрусалимі Аргант чекає від Аладіна наказу про початок битви. Аладін усе ж чекає на підмогу від Солімана, якого Аргант зневажає. Аргант виходить у супроводі Клорінди проти франків. Танкреда обрано для боротьби проти Арганта, він вагається, побачивши на боці ворога Клорінду. Аргант бореться з Отоном і зазнає поранення, а потім вступає у бій проти Танкреда. З настанням ночі Такред обіцяє Арганту, що їхній бій буде продовжено іншим разом. Ермінія згадує як шляхетно поводився з нею Танкред, коли переміг її батька, подарувавши їй свободу. Ермінія хоче віддячити Танкреду, лікуючи його рани, але не може просто так проникнути в табір хрестоносців. Тому вона викрадає обладунки Клорінди, щоб невпізнаною піти до Танкреда. Дорогою Ермінія потрапляє в засідку Поліферна й тікає. Танкред, думаючи, що вона Клорінда, вирушає навздогін.
Пісня сьома. Ермінія переховується в пастухів біля річки Йордан. Вона розповідає їм свою історію, а вони дають їй селянський одяг. Танкред продовжує її пошуки, але дізнається, що Рамбальдо з Гасконі став язичником. Вони б'ються і зрештою Рінальдо потрапляє в пастку в замку Арміди. Аргант повертається, щоб завершити бій проти Танкреда, але не знаходить лицаря. Раймонд погоджується битися замість Танкреда. Він молиться про божественний захист і майже перемагає Арганта завдяки допомозі янгола. Але демон Вельзевул допомагає Арганту, змусивши воїна Орадіна всупереч правилам поєдинків пустити стрілу. Між арміями християн і язичників спалахує бій. Клорінда вривається зі своїми військами і розбиває франків.
Пісня восьма. Демон Астагорр доповідає демону Алекто про напад Солімана на війська Свена у Фракії. Свена вбито, над данцями здійснено жорстоку розправу. Астагорр розповідає про чудеса, які супроводжували поховання Свена. Гоффред хвалить Свена та його воїнів. Розвідники розповідають, що Рінальдо вбитий, але Гоффред сумнівається чи це правда. Алекто влаштовує повстання італійців проти франків через смерть Рінальдо. Гоффред молиться, отримує божественне натхнення і придушує бунт.
Пісня дев'ята. Алекто закликає Солімана напасти вночі на християнський табір, порушивши кодекс честі. Поки єгипетський цар збирає свою армію з Азії та мавританських регіонів, Соліман збирає арабів і підбадьорює їх перед боєм. Але напасти непомітно їм не вдається. Латин ранить Солімана і гине сам, Клорінда вирушає в бій разом з Аргантом, Гоффред і Соліман стикаються на полі бою. Архангел Михаїл повідомляє демонам, що Бог заборонив будь-яке подальше пряме втручання в перебіг битви. Лицарі, що пішли за Армідою, приходять на допомогу побратимам. Соліман втрачає свого пажа та неохоче тікає.
Пісня десята. Соліману з'являється чаклун Ісмен. Приховані хмарою, вони вирушають на гору Сіон, до потаємної печери. Аладін вважає Солімана мертвим, але той відкривається присутнім. Лицар Вільям розповідає Гоффреду, що Арміда перетворила лицарів на тварин і вимагала, щоб вони стали язичниками, але всі чоловіки відмовилися. Тоді вона вирішила відправити їх у рабство до Єгипту, та дорогою їх визволив Рінальдо. Петро Пустельник підтверджує, що Рінальдо здоровий, і пророкує майбутню ворожнечу послідовників папи зі Священною Римською Імперією.
Пісня одинадцята. Хрестоносці справляють месу на Оливовій горі та готуються до штурму Єрусалима. Язичники теж готуються до бою. Мури Єрусалима вдається пробити тараном, але Гоффред поранений стрілою Клорінди. Командування військом бере на себе Гвельф. Янгел-охоронець Гоффреда зцілює його рану, завдяки чому Гоффред повертається до бою і ранить Арганта. З настанням ночі штурм міста припиняється.

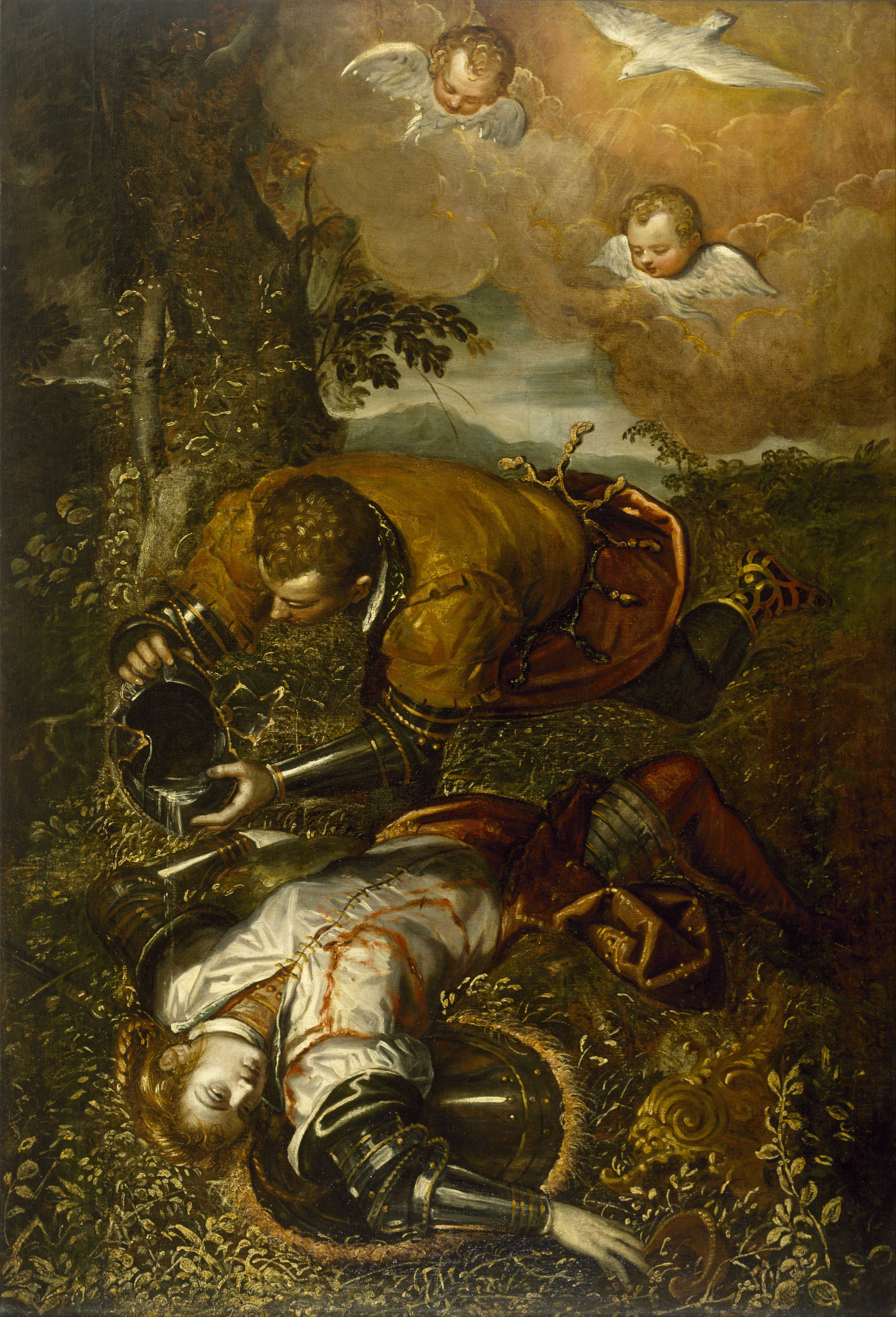
Танкред хрестить помираючу Клорінду. Картина Доменіко Тінторетто, 1586-1600 роки

Пісня дванадцята. Клорінда хоче спалити облогові машини, щоб прославитися. Її євнух Арсет розповідає Клорінді історію її походження з Ефіопії. Її батьком був король Сенап, а матір’ю — чорношкіра християнська королева, проте Клорінда народилася білою, тому її віддали Арсету на виховання. Янгол наказав уві сні Арсету охрестити Клорінду, проте євнух так цього і не зробив. Клорінда теж бачила подібний сон, але вирішує залишитися мусульманкою. Клорінда та Аргант успішно спалюють облогову вежу, але не встигають повернутися до Єрусалима. Танкред помічає Клорінду (але не впізнає її) і викликає на бій, смертельно поранивши. Перед смертю Клорінда показує Танкреду своє обличчя та просить охрестити її. Він бере воду з сусіднього струмка і хрестить її, після чого вона помирає. Танкред картає себе за вбивство Клорінди, та Петро Пустельник закликає його продовжити боротьбу. Уві сні Танкреду з’являється Клорінда і дякує за хрещення, бо тепер її душа в Раю. На похоронах Клорінди Танкред втішається, що вона пробачила його та сподівається зустріти її після смерті. Арсет оплакує її смерть, а Аргант клянеться помститися.
Пісня тринадцята. Ісмен прикликає демонів, щоб перешкодити християнам нарубати дерева для будівництва облогових машин. Демони лякають франків, Танкред вирушає в ліс і слідує за фальшивим голосом Клорінди, тільки щоб зустріти незгасимий вогонь і різних чудовиськ. Танкред повертається до Гоффреда ні з чим. Петро Пустельник радить їм відмовитися від плану заготівлі лісу. В той час посилюється спека, Гоффред молиться про дощ і Бог відповідає на його молитви.
Пісня чотирнадцята. Бог посилає Гоффреду сон із порадою повернути Рінальдо. Він обирає Карла та Убальдо для пошуків Рінальдо. Петро Пустельник посилає їх до мудреця з Аскалона в чарівне царство з багатьма коштовностями. Він розповідає як Арміда обманула лицарів, змусивши їх подумати, що Рінальдо мертвий. Насправді вона заманила Рінальдо на острів на річці Оронт обіцянками задоволень і слави. Тепер він утримується на далеких островах, але Петро Пустельник навчає лицарів як потрапити туди й визволити Рінальдо.

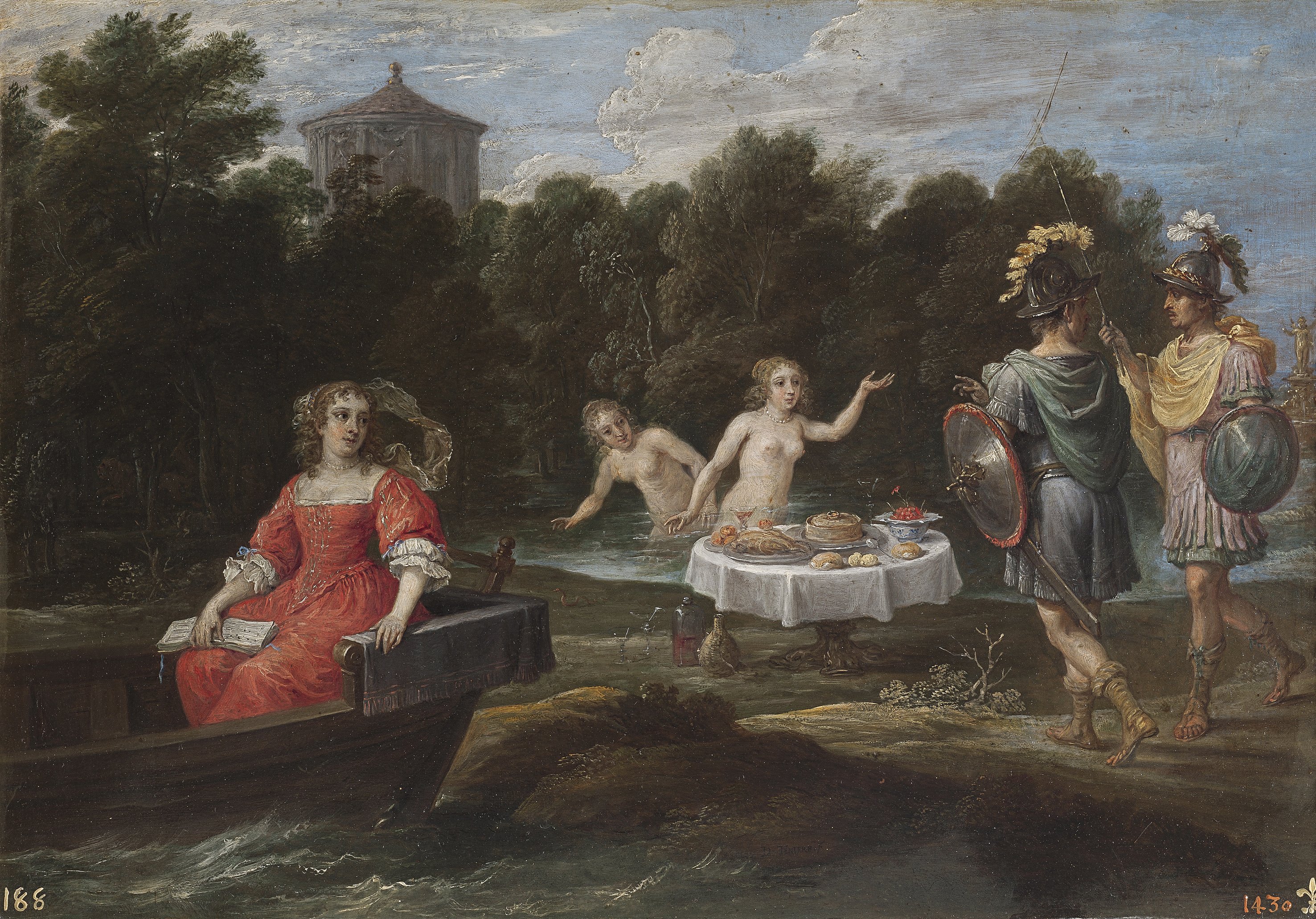
Карл та Убальдо протистоять спокусам на острові Арміди. Картина Давіда Тенірса молодшого, між 1628 та 1630 роками.

Пісня п'ятнадцята. Карл та Убальдо пливуть вздовж узбережжя Африки, повз Гібралтар до Атлантики. Під час плавання в Атлантиці Фортуна розповідає їм про землі на заході, які в майбутньому стануть християнськими. Обоє піднімаються на гору, протистоять дракону, леву та спокусливим жінкам на шляху до замку Арміди.
Пісня шістнадцята. Карл та Убальдо проходять лабіринт Арміди та постають перед Рінальдо. Той отямлюється від чарів і поспішає на підмогу до Єрусалиму. Арміда благає його залишитися, а отримавши відмову, обіцяє мучити його. Вона викликає демонів, щоб вони зруйнували її замок, і повертається до табору сарацинів у Газі.
Пісня сімнадцята. Цар Єгипту оглядає свою армію в Газі, Арміда несподівано приходить і приєднується до короля. Арміда пропонує руку тому, хто вб'є Рінальдо. Сам Рінальдо висаджується в Палестині, отримує меч Свена та вирушає до табору хрестоносців.
Пісня вісімнадцята. Гоффред вітає Рінальдо та розповідає йому про зачаклований ліс. Рінальдо очищається росою з неба, йде в ліс і перетинає чарівний міст, зроблений Армідою. Лицар зрубує зачаклований мирт і чари розсіюються. Гоффред перехоплює голуба з посланням, у якому написано, що єгиптяни прибудуть вже найближчим часом. Танкред пропонує своєму сквайру Вафріну шпигувати за єгипетською армією та здійснює новий штурм міста. Рінальдо піднімається на мури, язичники використовують рідкий вогонь, але Бог відхиляє його. Архангел Михаїл показує Гоффреду невидимі армії ангелів у небі, які допомагають у штурмі. Гоффред видирається на мури та встановлює хрест. Християни вриваються до Єрусалима, язичники відступають до храму Соломона.

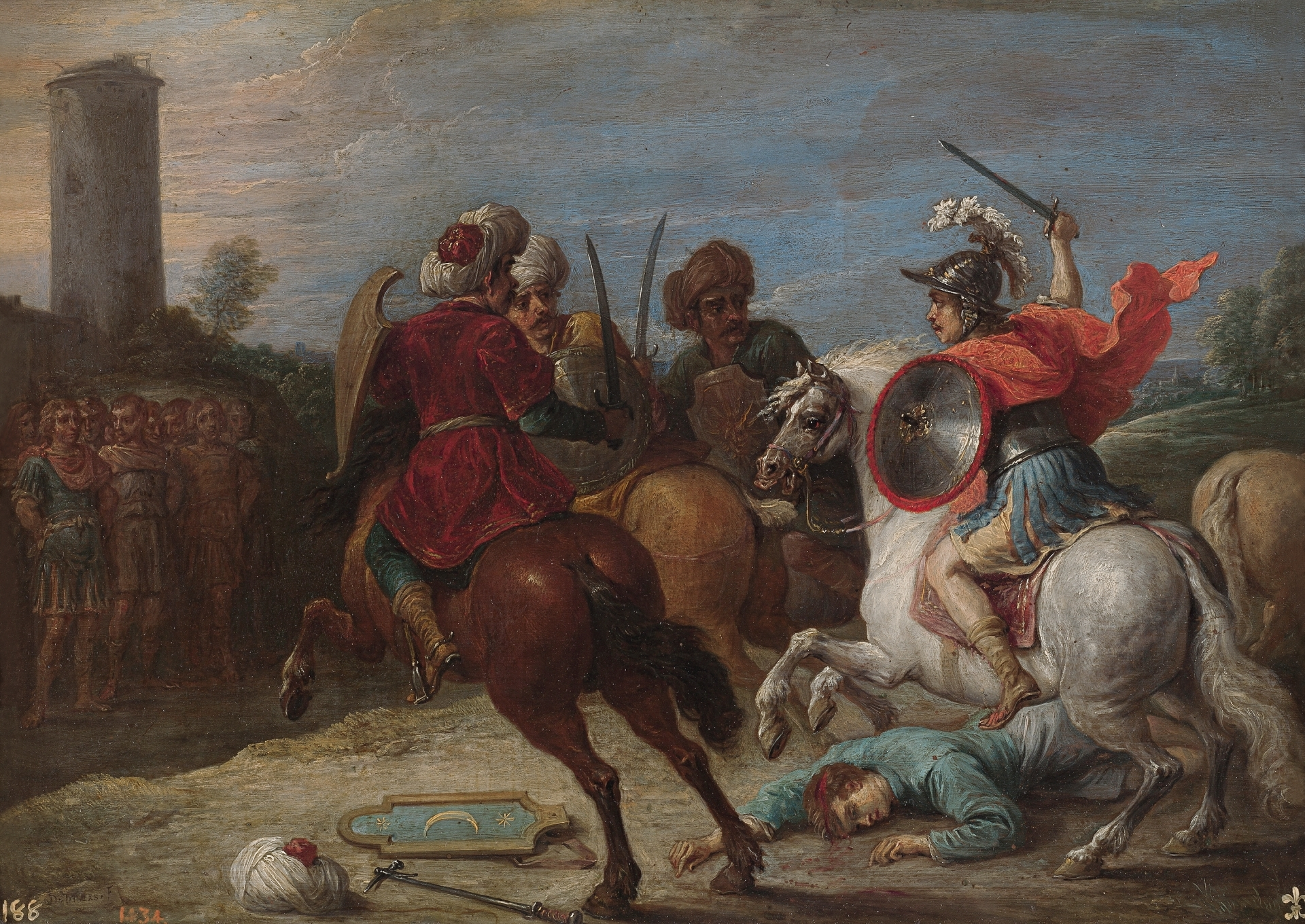
Рінальдо проти єгиптян. Картина Давіда Тенірса молодшого, між 1628 та 1630 роками

Пісня дев'ятнадцята. Танкред стикається з Аргантом і вони домовляються завершити двобій. Танкред у результаті вбиває Арганта, але падає знесилений і поранений. У місті відбувається різанина, Рінальдо проникає в храм Соломона, де вбиває язичників. Гоффред закликає припинити бої на ніч. Вафрін проникає до армії єгиптян і підслуховує план убити Гоффреда, використовуючи отруєні стріли. Ермінія впізнає Вафріна, але запевняє, що не розповість про нього. Обоє повертаються до Єрусалиму і знаходять Танкреда. Ермінія цілує і оживляє Танкреда. Вафрін доповідає про підступи проти Гоффреда. Раймонд радить бути обережними, але Гоффреда вирішує незабаром продовжити битву.
Пісня двадцята. Єгипетська армія наближається до Єрусалима. Гоффред наполягає, щоб хрестоносці один день відпочили. Під час битви різні герої з обох сторін стикаються між собою. Рінальдо зустрічає Арміду, але стримується від її вбивства. Танкред вирішає допомогти Раймонду. Аладіна вбиває Раймонд біля вежі Давида. Солімана вбиває Рінальдо, а потім не дозволяє вбити Арміду й перешкоджає їй скоїти самогубство. Язичники в Єрусалимі вбиті, Гоффред вклоняється перед Гробом Господнім на знак виконання обітниці.

## Головні персонажі
- Гоффред Бульйонський — історична особа, один із керівників Першого хрестового походу.
- Рінальдо (не плутати з ранішим Рінальдом з «Несамовитого Роланда» та ін .; нащадок його сестри Брадаманти) — найвидатніший з лицарів, у якого закохується чаклунка Арміда та викрадає його.
- Аладін — жорстокий правитель Єрусалима, гонитель християн, заснований на пізнішому історичному діячеві Саладіні.
- Аргант — вигаданий мусульманський воєначальник, захисник Єрусалима.
- Арміда — вигадана чаклунка на зразок античної Кірки, що неодноразово перешкоджає лицарям у підготовці до штурму Єрусалима.
- Танкред Тарентський — історична особа, норманський лицар, один із керівників Першого хрестового походу.
- Клорінда — вигадана діва-воїтелька, шляхетна язичниця, дочка ефіопського царя, в яку закохується Рінальдо.
- Ермінія — вигадана дочка сарацинського царя, котра покохала християнського Рінальдо.
- Петро Пустельник — французький проповідник, один із натхненників Першого хрестового походу, що часто дає лицарям поради.
- Карл та Убальдо — лицарі, відправлені Гоффредом на пошуки викраденого Армідою Рінальдо.

## У музиці
До поеми Тассо не раз зверталися композитори і лібретисти. К. Монтеверді належить великий театралізований мадригал «Битва Танкреда і Клорінди» (перше виконання у 1624). Поема лягла в основу лібрето багатьох барокових і класичних опер, серед яких «Ермінія на Йордані» М. Россі (прем'єра у 1633), «Арміда» Ж. Б. Люллі (лібрето Ф. Кіно, 1686), «Рінальдо» Г. Ф. Генделя (лібрето Д. Россі, 1711), «Арміда» А. Сальєрі (лібрето М. Кольтелліні, 1771), однойменна опера К. В. Глюка (1777), а також опери Д. Чімарози (1777), Й. Гайдна (1784), Д. Россіні (1817) і багатьох інших композиторів.
В Україні за сюжетом «Визволеного Єрусалима» вперше оперу написала Оксана Євсюкова (із назвою «Софронія на вогнищі»), за лібрето Максима Стріхи, прем'єра опери в концертному виконанні відбулась у Києві 7 травня 2023 року..

## У живопису

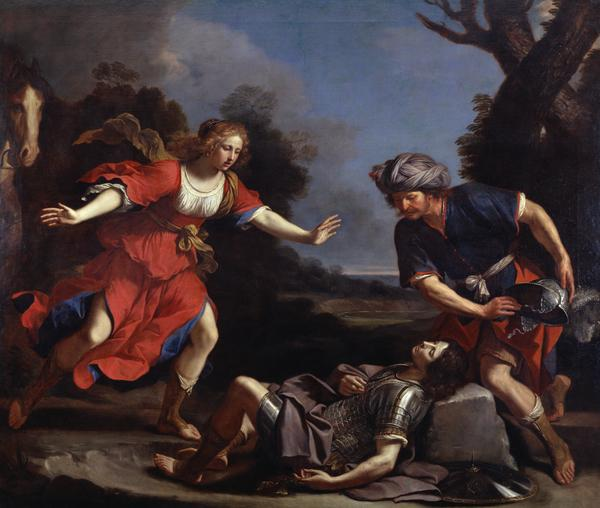
Ермінія знаходить пораненого Танкреда. Картина Гверчіно, XVII ст.

Сюжети про Рінальдо і Арміду були популярні серед італійських і французьких художників XVII—XVIII століть, вони зображені на полотнах Нікола Пуссена, Антоніса ван Дейка, Франсуа Буше, П'єр-Анрі де Валансьєн та інших:
- Арміда і сплячий Рінальдо;
- викрадення Рінальдо;
- воїни в саду Арміди;
- Рінальдо і Арміда;
- покинута Арміда.

## Екранізації
- «Звільнений Єрусалим» (1911), фільм Енріко Ґуаццоні
- «Звільнений Єрусалим» (1913), фільм Енріко Ґуаццоні
- «Звільнений Єрусалим» (1918), фільм Енріко Ґуаццоні
- «Звільнений Єрусалим» (1958), фільм Карло Людовіко Брагалья

## Переклади українською
- Торквато Тассо. ДЂИСТВІЯ КГОФФРЕДА, ИЛИ ІЄРУСАЛИМУ СВОБОЖДЕННАГО - в українському перекладі кінця XVII – початку XVIII ст. Публікація (часткова, октави 1 — 20, 24 — 26, 29 — 35 із четвертої пісні): Перетц В. Н. «Освобожденный Иерусалим» Т. Тассо в украинском переводе конца XVII — начала XVIII вв. // Перетц B. H. Исследования и материалы по истории старинной украинской литературы XVI — XVIII веков // Сб. по ОРЯиС АН. — Л., 1928. — Т. 1. — Вып. 1. — С. 168 — 234. За припущенням В. М. Перетца, переклад цей може бути вислідом колективної роботи кількох поетів, об’єднаним однією редакцією[5].
- Тассо, Торквато. Визволений Єрусалим. Поема. Львів: Видавництво «Астролябія», 2024. 592 с.[6]

## Назви на честь персонажів
- На честь Клорінди з цієї поеми названий астероїд (282) Клорінда, відкритий у 1889 році.
- На честь Арміди названий астероїд (514) Арміда, відкритий у 1903 році.
- На честь Ермінії названий астероїд (705) Ермінія, відкритий у 1910 році.